# Took My Love
Singles par Pitbull
Give Me Everything
(2011) International Love
(2011)
Singles par Redfoo
Sexy and I Know It
(2011) Sorry for Party Rocking
(2012)
Pistes de Planet Pit
Castle Made of Sand
(9) Where Do We Go
(11)
Took My Love est une chanson du rappeur Pitbull, il s'agit du 2e single promotionnel de son 6e album studio Planet Pit. Redfoo du groupe LMFAO, Vein et David Rush participent également à la chanson.

## Classement par pays
| Classement (2011)                        | Meilleure position |
| ---------------------------------------- | ------------------ |
| Autriche (Ö3 Austria Top 75)             | 36                 |
| Bolivie (Top 20)                         | 15                 |
| Brésil (Hot 100 Airplay)                 | 82                 |
| Canada (Canadian Hot 100)                | 99                 |
| Panama (Los 40)                          | 14                 |
| Pérou (Top 100)                          | 84                 |
| Pologne (Dance Top 50)                   | 46                 |
| Espagne (PROMUSICAE)                     | 38                 |
| Suisse (Schweizer Hitparade)             | 47                 |
| États-Unis Billboard Hot Dance Club Play | 33                 |
| Venezuela Classement single              | 53                 |

## Historique de sortie
| Pays       | Date             | Format           |
| ---------- | ---------------- | ---------------- |
| États-Unis | 13 décembre 2011 | Rhythmic radio   |
| États-Unis | 3 janvier 2012   | Mainstream radio |